# Диёвка

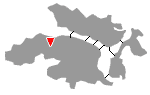
Расположение района

Диёвка (укр. Діївка) — часть Новокодакского района города Днепра.

## История
По легенде своё название посёлок получил от имени казака Максима Дия, который первый поселился на этом месте в 1755 году.
Д. И. Яворницкий называет географические достопримечательности Диёвки — Сичова-гора, балка Безпьята. Он приводит несколько легенд, связанных с местностью, где возникла Диёвка. Они довольно типичны: Сичова-гора названа от того, что там запорожцы «сильно вибивали ляхів; як було о́реш на цій горі, то все голови валяються»… Балка Безпьята, сейчас — Кринична, получила своё наименование от того, «що в нії плодяться було чорти безп’яті».
Население Диёвки также увеличилось после строительства Екатеринослава. В 1798 г. Диёвка получила статус государственной казённой слободы. Это значит, что её жители имели личную свободу и не были крепостными крестьянами.
Была центром Диёвской волости Екатеринославской губернии.
В 1895 г. открыт железнодорожный разъезд «Диёвка».
В 1897 г. на всей территории Российской Империи проводилась Первая всеобщая перепись населения. «Списки сельских обществ и общин Екатеринославской губернии. Екатеринославский уезд» (1899) подают её результаты. В Диёвке было 1117 дворов и 6353 человек населения, в Сухачёвке — 346 дворов и 2104 человека.
В 1904 году в Диёвке, где уже были церковно-приходская и железнодорожная школы, земская управа соорудила ещё две. В 1913 году на средства общины построили больницу (ныне городская больница № 5 — ул. Большая Диёвская, 111).
В первые годы Советской власти Диёвка с окрестными селениями была выделена в отдельный Диёвский район, входивший в Екатеринославский округ. Диёвский район просуществовал до сентября 1926 года, когда был объединён с Лоц-Каменским районом в единый Днепропетровский район.
Точная дата присоединения посёлка к городу Днепропетровску неизвестна, но в справочнике административно-территориального деления УССР от 1947 года такого населённого пункта уже нет.

## Административно-территориальное деление
Выделяется Диёвка-1 (восточная часть) и Диёвка-2 (западная часть). С 1920-х гг. Диёвка-1 известна также как пос. Димитрова, а Диёвка-2 как пос. Чкалова.
На месте прибрежной части Диёвки в 1970-х гг. строится крупный жилой массив Петровский с микрорайонами Красный Камень, Коммунар (ныне Покровский), Парус.
Крупнейшие улицы: Братьев Трофимовых, Коммунаровская, Вильямса, Мукачевская.

## Крестовоздвиженская церковь
В 1803 году в Диёвке появился молитвенный дом, а позже была окончена строительством каменная Крестовоздвиженская церковь. Точное время сооружения каменной церкви неизвестно. На табличке, укреплённой возле входа в церковь в начале 1990-х гг., сообщалось, что она освящена 26 июля 1803 года. Исследователи называют разные даты освящения каменной церкви в Диёвке — 1812, 1817 г. Крестовоздвиженская церковь в Диёвке и Николаевская в Кайдаках (датой постройки называют 1807—1810 гг.) считаются старейшими культовыми сооружениями в границах современного Днепра.
Когда на месте старой малоэтажной застройки Диёвки стали появляться современные многоэтажки жилых массивов Красный Камень и Коммунар, церковь постепенно оказалась в их окружении и намечалась к сносу. С 1995 года в храме проводится перманентный ремонт, который до сих пор не закончен.
Памятник архитектуры местного значения (решение городского совета от 21.01.02г. № 19/26).

## Транспорт
Крупная ж./д. станция (время в пути Диёвка — Днепропетровск-главный 15 минут). Маршрутное такси №108 (ст. метро Покровская  — ул. Лысенко, протяжённость маршрута - 3,85 км, отправление каждые 15 минут). А в Диёвке-2 имеется так же станция (обычная). И ходят маршрутки №92 и №77.Отправляются каждые 15-17 минут.

## Характер застройки и инфраструктура
Преимущественно 1-3 эт. индивидуальная застройка. Мощённые, грунтовые и частично асфальтированные дороги. Крупных торговых и культурных комплексов нет. Крупная ж./д станция. Депо метрополитена.

## Галерея

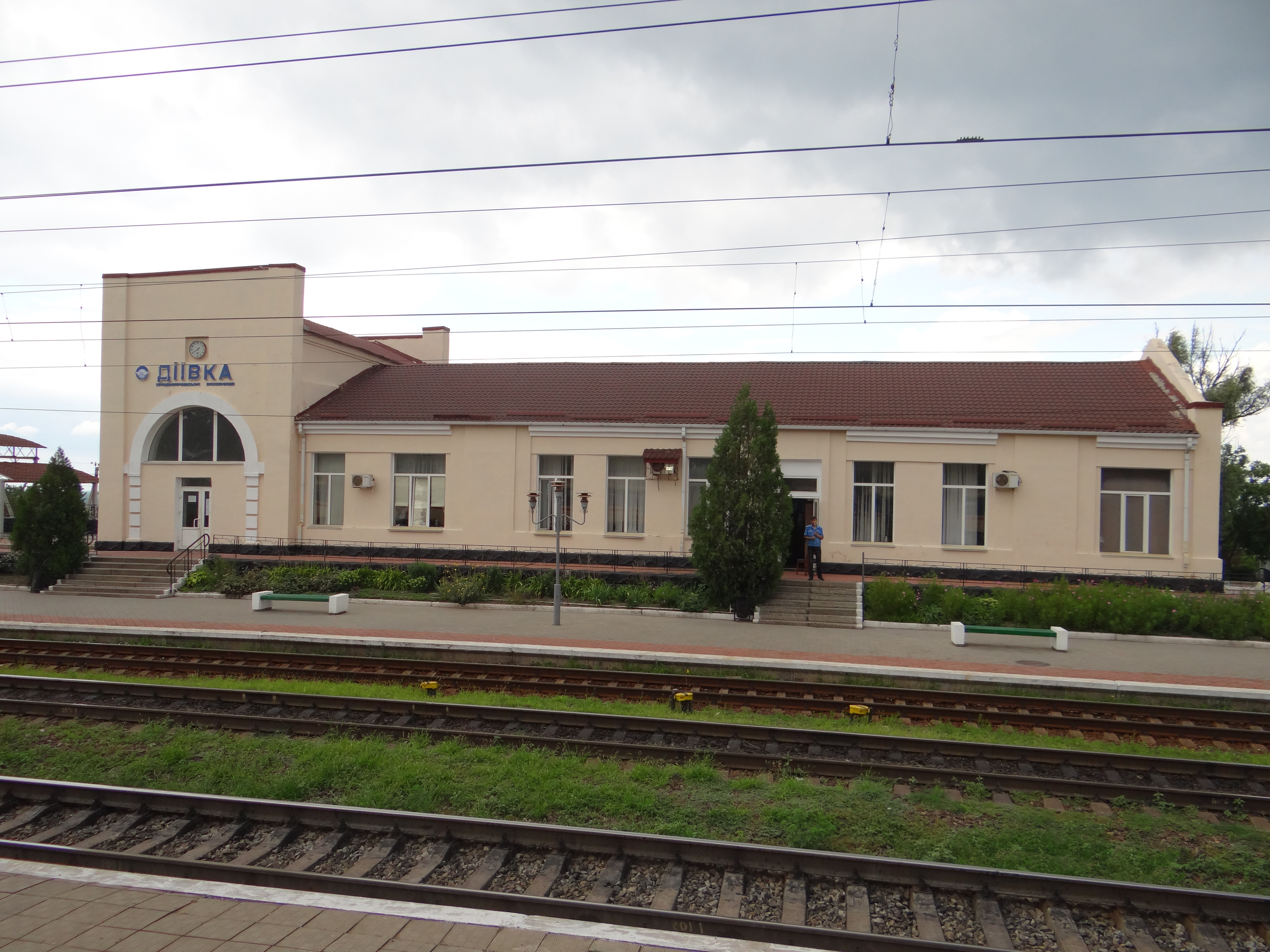
Железнодорожная станция Диевки  Укр. Станція Діївка
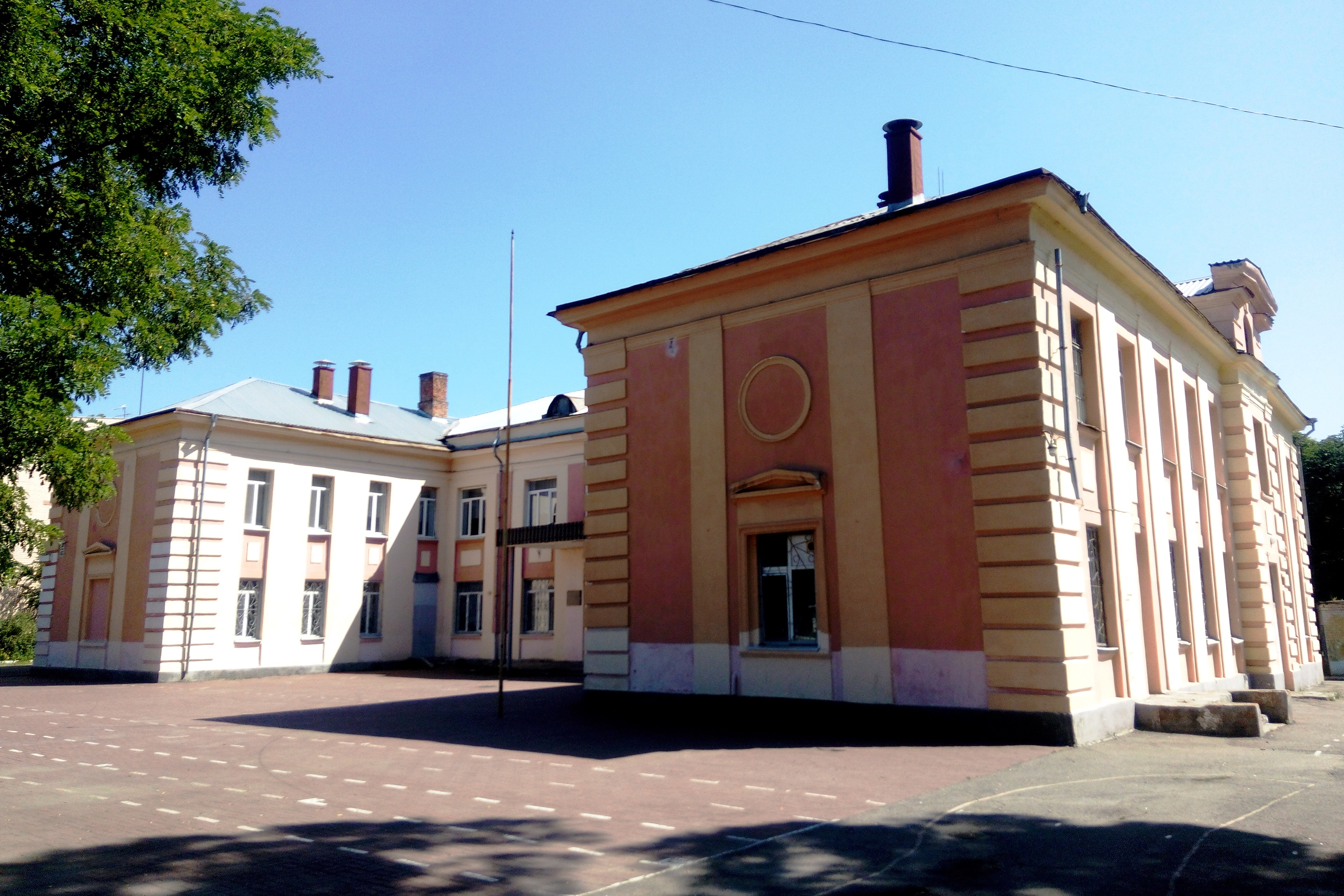
Средняя общеобразовательная школа № 94 (старый корпус)
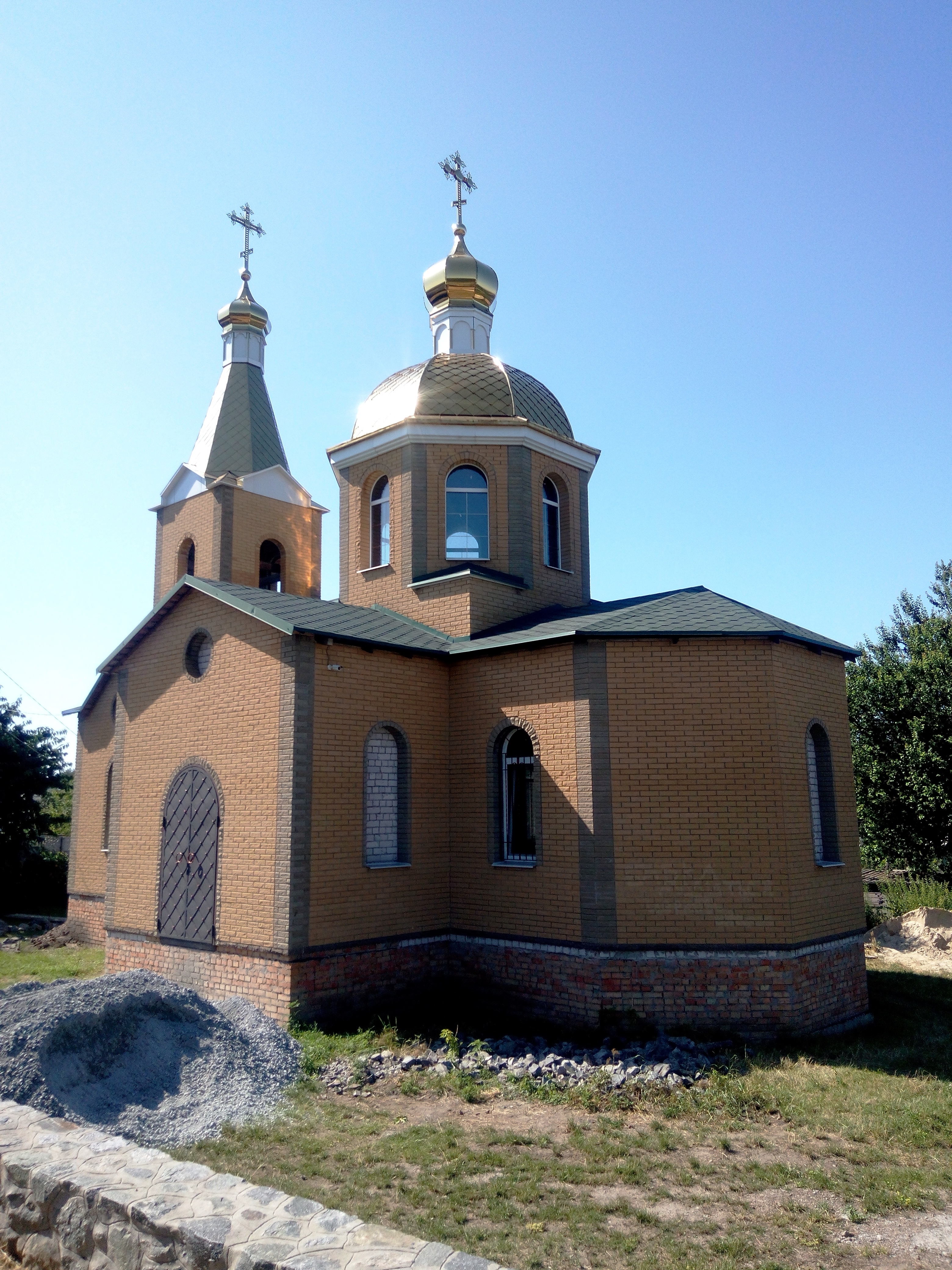
Храм в честь Смоленской иконы Божьей Матери «Одигитрия» в стадии строительства (июль 2021)
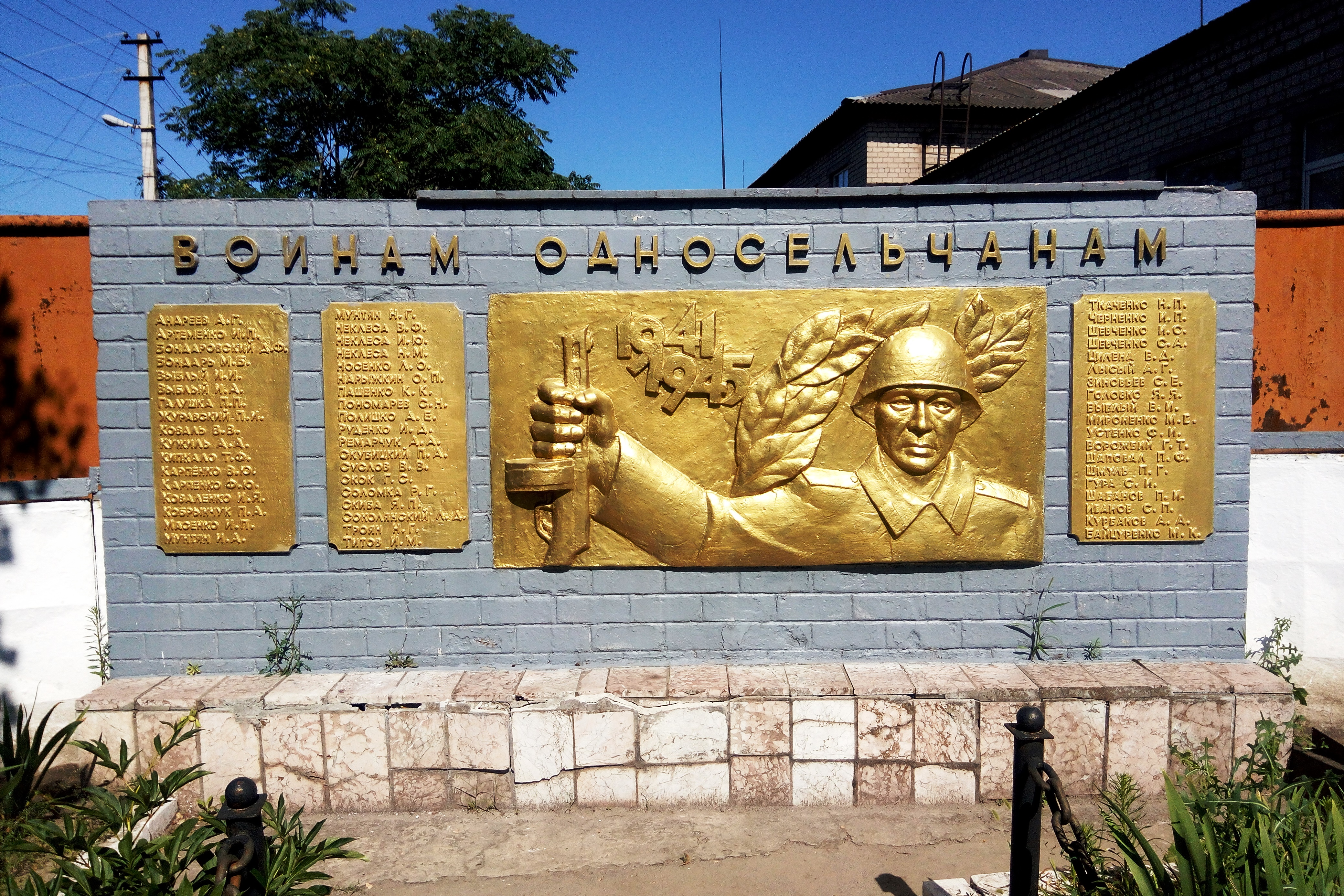
Памятник воинам-односельчанам погибшим в годы Великой Отечественной войны 1941-1945 г.г.
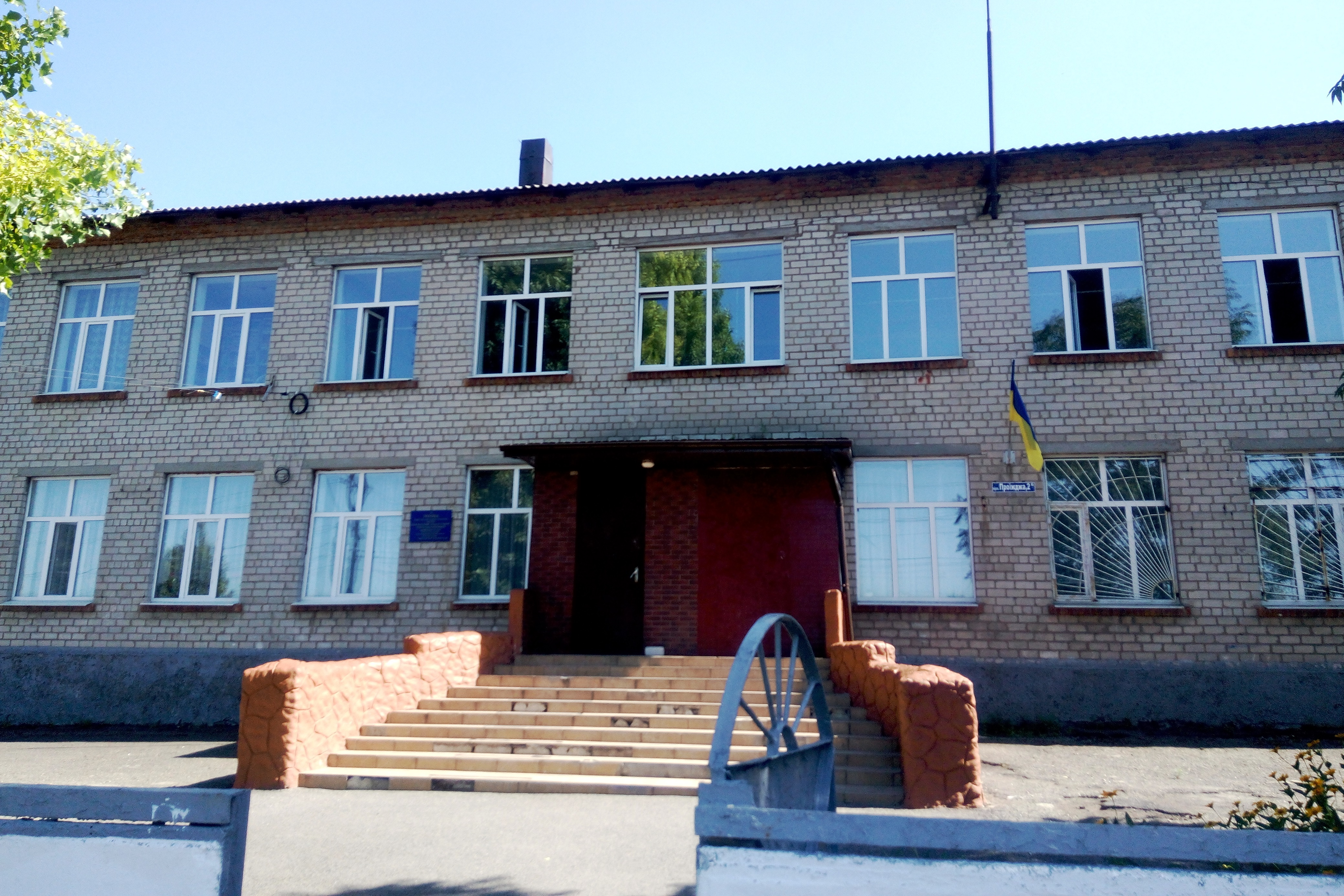
Средняя общеобразовательная школа № 92
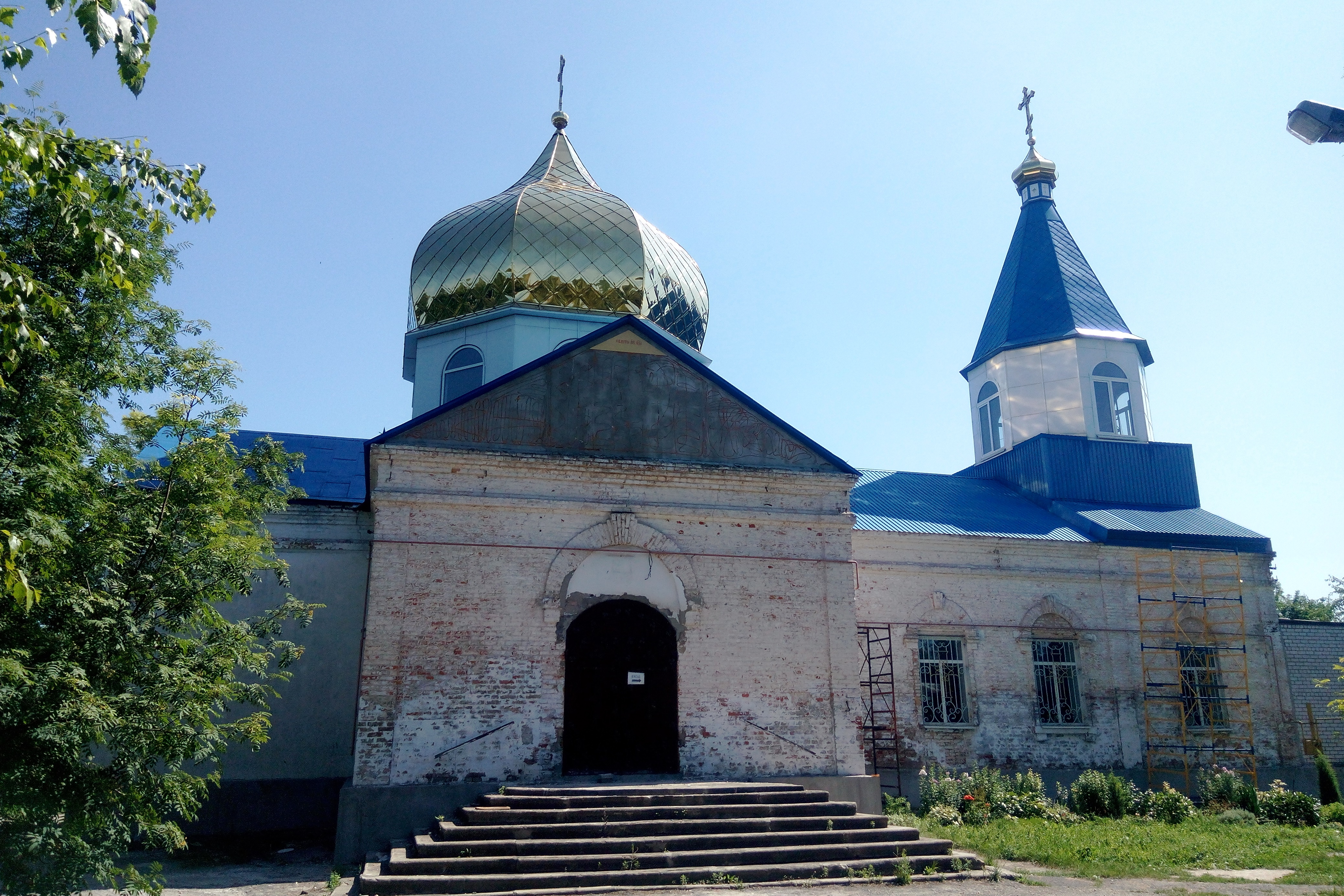
Храм Успения Пресвятой Богородицы в стадии строительства (июль 2021)
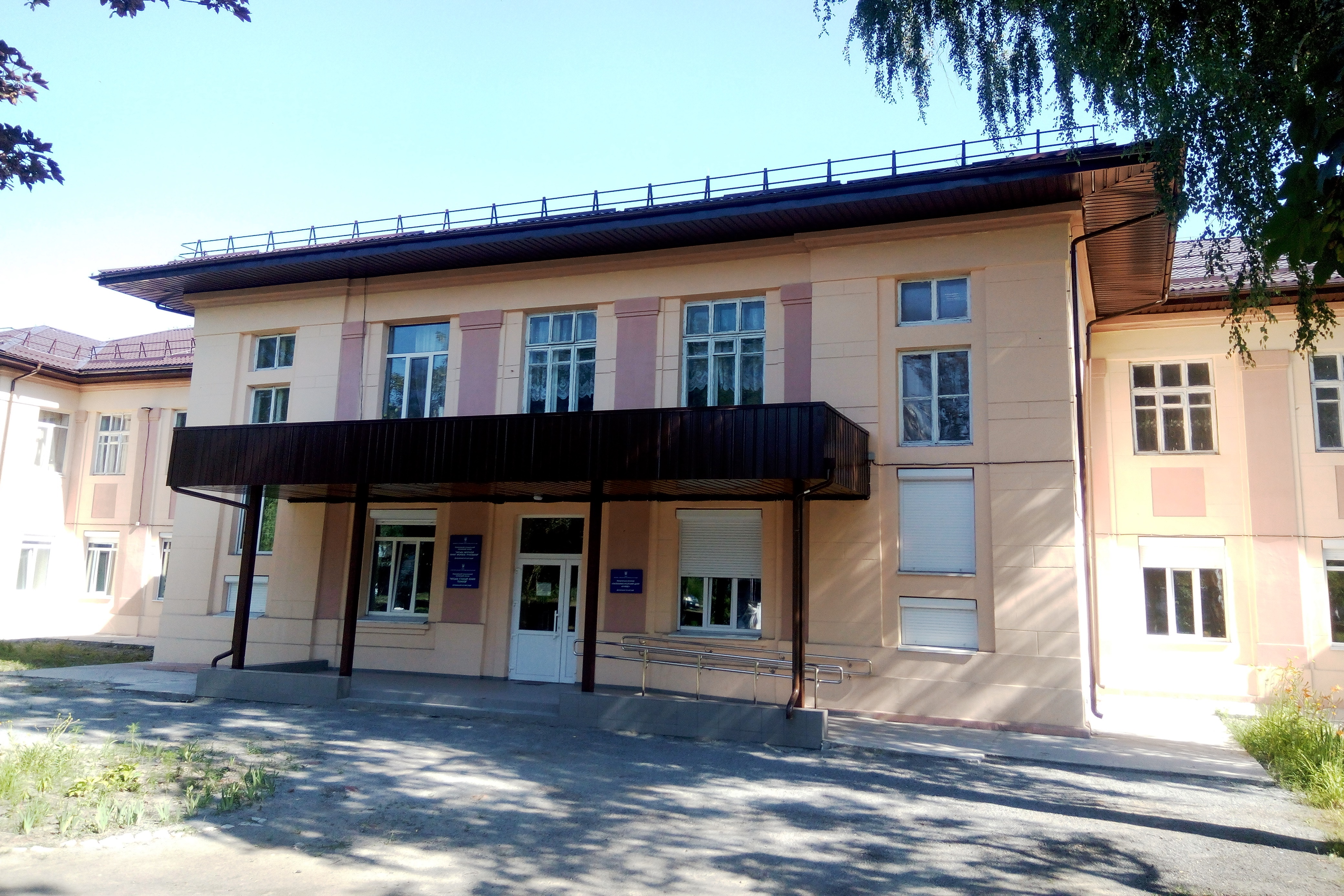
Городская флотилия юных моряков и речников